# Nacionalitat d'origen
La nacionalitat originària o nacionalitat d'origen és la nacionalitat que s'atribueix al moment de la naixença. Cada Estat estableix en els seus sistemes jurídics els aspectes per mitjà dels quals es determina la nacionalitat originària, sovint una combinació de:
- ius sanguinis (dret de sang): el fill rep la nacionalitat del pare o mare sense importar el lloc del naixement; i
- ius soli (dret de sòl): l'individu rep la nacionalitat del lloc del naixement, sense importar la nacionalitat del(s) pare(s).

La nacionalitat per dret de sang predomina a Europa, mentre que la nacionalitat per dret de sòl predomina als països anglosaxons i a l'Amèrica Llatina—sovint en combinació amb la nacionalitat per dret de sang. Als països on la nacionalitat originària s'atribueix predominantment per dret de sang, aquesta també pot atribuir-se als individus fills de pares estrangers si a aquests no se'ls atribueix cap nacionalitat; és a dir si són apàtrides.
La nacionalitat que no s'atribueix al moment de la naixença es coneix com la nacionalitat derivativa, o la "nacionalitat no originària". Cada Estat determina si la nacionalitat originària es conserva o es perd quan un individu adquireix la nacionalitat derivativa d'un altre Estat.